# Barnaba Yousif Benham Habash
Barnaba Yousif Benham Habash (in arabo يوسف بهنام حبش‎?; Bakhdida, 1º giugno 1951) è un vescovo cattolico iracheno, dal 12 aprile 2010 eparca di Nostra Signora della Liberazione negli Stati Uniti.

## Biografia
Barnaba Yousif Benham Habash è nato a Bakhdida, in Iraq, il 1º giugno 1951 in una famiglia appartenente alla Chiesa cattolica sira.

### Formazione e ministero sacerdotale
Nel 1965 è stato accolto nel seminario "San Giovanni" dei domenicani a Mosul. Dal 1970 al 1971 ha svolto il servizio militare in Iraq. Nel 1972, alla chiusura del seminario di Mosul, è passato al seminario di Charfet, in Libano. Ha compiuto gli studi di filosofia e teologia presso l'Università dello Spirito Santo a Kaslik.
Il 31 agosto 1975 è stato ordinato presbitero per l'arcieparchia di Mosul dei Siri da monsignor Cyrille Emmanuel Benni. Ha esercitato il ministero pastorale a Qaraqosh seguendo in particolare la pastorale giovanile. Nel 1983 è stato nominato vicario parrocchiale della parrocchia del Sacro Cuore a Bassora. In seguito è diventato parroco della stessa.
Nel 1994 è stato inviato negli Stati Uniti d'America per prestare servizio tra i fedeli siro-cattolici nella missione di Nostra Signora della Liberazione a Newark. In seguito è stato trasferito a Chicago e nel 2001 è diventato parroco della parrocchia siro-cattolica del Sacro Cuore di Gesù a West Hollywood.

### Ministero episcopale
Il 12 aprile 2010 papa Benedetto XVI lo ha nominato eparca di Nostra Signora della Liberazione di Newark. Ha ricevuto l'ordinazione episcopale l'11 giugno successivo dal patriarca di Antiochia dei Siri Ignace Youssif III Younan, co-consacranti l'arcivescovo titolare di Takrit dei Siri Jules Mikhael Al-Jamil, l'arcivescovo titolare di Mardin dei Siri Denys Raboula Antoine Beylouni, l'arcieparca di Mosul dei Siri Basile Georges Casmoussa e l'arcieparca di Baghdad dei Siri Athanase Matti Shaba Matoka. Ha preso possesso dell'eparchia il 31 luglio successivo.
Nel maggio del 2012 e nel febbraio del 2020 ha compiuto la visita ad limina.
Parla il siriaco, l'arabo, il francese, l'inglese e l'ebraico.

## Genealogia episcopale
La genealogia episcopale è:
- Patriarca Ignazio Antonio I Samheri
- Patriarca Ignazio Giorgio V Chelhot
- Patriarca Ignazio Efrem II Rahmani
- Cardinale Ignazio Gabriele I Tappouni
- Patriarca Ignazio Antonio II Hayek
- Patriarca Ignace Youssif III Younan
- Vescovo Barnaba Yousif Benham Habash